# Emiko Suzuki
Emiko Suzuki (Saitama, 12 de novembro de 1981) é uma nadadora sincronizada japonesa, medalhista olímpica.

## Carreira
Emiko Suzuki representou seu país nos Jogos Olímpicos de 2004 e 2008, ganhando a medalha de prata por equipes em Atenas 2004, e em Pequim 2008 foi bronze ao lado de Saho Harada. 